# هانز لوبر
هانز لوبر (آلمانی: Hans Luber; ۱۵ اکتبر ۱۸۹۳ – ۱۵ اکتبر ۱۹۴۰) شیرجه‌رو اهل آلمان بود.